# Convenção Secreta sobre a Transferência da Monarquia Portuguesa para o Brasil
A Convenção Secreta sobre a Transferência da Monarquia Portuguesa para o Brasil foi um tratado internacional celebrado entre Portugal e Inglaterra em 22 de outubro de 1807, também denominado "Convenção secreta sobre a transferência para o Brasil da sede da Monarquia Portuguesa, e ocupação temporária da Ilha da Madeira por tropas britânicas". 

## Histórico
Sua assinatura se deu em Londres pelo príncipe regente de Portugal, D. João, e pelo rei inglês, Jorge III, no contexto das Invasões Francesas, mais especificamente, alguns dias antes da primeira invasão, quando as tropas napoleônicas já se aproximavam das fronteiras portuguesas através do território espanhol.[carece de fontes?]

### Condições
Neste acordo, a Grã-Bretanha se comprometeu a fornecer escolta naval para a transferência da corte portuguesa para o Brasil. Em troca de todo seu apoio, tanto na defesa naval da frota Real, quanto nas "futuras comunicações entre o Reino e o Império, os subsídios iniciais para sobreviver, os soldados para para resistir ao invasor e reconquistar o velho país", a Inglaterra exigiria um alto preço. Conforme afirma Rubens Ricupero na obra A Diplomacia na Construção do Brasil: 1750-2016, os britânicos comprometeram-se
"a fornecer uma escolta naval na eventualidade da transferência da Corte para o Brasil bem como a não reconhecer como soberano de Portugal nenhum príncipe que não fosse o herdeiro legítimo da casa de Bragança. Os lusitanos aceitavam entregar temporariamente à Inglaterra a Ilha da Madeira no caso de fechamento dos portos portugueses e obrigavam-se a não permitir que sua frota mercantil ou de guerra tombasse em mãos francesas. Um artigo adicional dispunha que, uma vez a Corte estabelecida no Brasil, se concederia aos ingleses, em compensação pela perda do comércio com a metrópole, um porto em Santa Catarina ou outro ponto do litoral brasileiro no qual as mercadorias provenientes da Inglaterra seriam admitidas com os mesmos direitos prevalecentes em Portugal."
Porém D. João não cedeu de todo às exigências inglesas, como por exemplo no caso do artigo adicional que exigia a concessão de um porto aos britânicos no Brasil. Desta forma, é também infundado o argumento, até pouco tempo majoritário nos textos de História do Brasil, de que a abertura dos portos para todas as nações seria uma exigência inglesa do tratado de 1807. Conforme ressalta Rubens Ricupero em um artigo na obra História do Brasil Nação: 1808-2010,
"Ao contrário da percepção popular que se generalizou em razão de erros de interpretação histórica, a abertura dos portos para todas as nações não foi ditada pelos ingleses como parte do preço pela proteção. O que desejavam os britânicos constava em artigo adicional, rejeitado por d. João, da convenção secreta de 22 de outubro. Tratava-se de coisa muito distinta: um porto na costa de Santa Catarina ou em outro local, de uso exclusivo e privilegiado pela Inglaterra. Em outros termos, uma abertura limitada apenas à Grã-Bretanha e discricionária em relação a terceiros. A recursa do artigo é indício de que a abertura [ dos Portos às Nações Amigas ], tal como se fez inicialmente, pertence à categoria de motivação diversa. Expressa, de parte dos dirigentes portugueses, a tendência herdada do marquês de Pombal, e nunca desaparecida de todo, de tentar criar contrapesos para a dominação inglesa por meio da igualdade de condições de concorrência para outros parceiros."

## Desdobramentos
A transferência da corte portuguesa para o Brasil foi o desdobramento de maior impacto desta Convenção Secreta. Marco na história de Portugal e na história do Brasil, em 1808 a família real portuguesa, a sua corte de nobres (ver nobreza portuguesa) e mais servos e demais empregados domésticos (tais como valetes) e inclusive uma biblioteca com mais de 60 000 livros, radicaram-se no Brasil, entre 1808 e 1821. Neste período a capital do Reino de Portugal foi estabelecida na capital do Estado do Brasil, a cidade do Rio de Janeiro, registrando-se o que alguns historiadores denominam de "inversão metropolitana", ou seja, da  colônia passou a ser exercida a soberania e o governo do império ultramarino português. Pela primeira e única vez na história uma colônia passava a sediar uma corte europeia.